# Сиань Цзяотун-Ливерпульский университет
Сиа́нь Цзяоту́н-Ливерпу́льский университет (XJTLU) — международный университет, основанный Сианьским университетом Цзяотун в Китае и Ливерпульским университетом Великобритании. Как независимый китайско-британский совместный университет, он отражает суть обоих престижных родительских университетов и является первым и единственным в своём роде одобренным совместным университетом, Министерством образования Китая.

## Образование
В настоящее время университет предлагает около 100 программ на получение степени в области науки, техники, бизнеса, финансов, архитектуры, городского планирования, языка, культуры, и все они преподаются на английском языке, за исключением общих и базовых курсов. Студенты бакалавриата получают две степени: степень XJTLU Министерства образования Китая и всемирно признанную степень Ливерпульского университета. Аспиранты получают степень Ливерпульского университета, признанную Министерством образования. Все академические факультеты в XJTLU предлагают возможности получения докторской степени, которые помогают реализовать видение XJTLU: «стать научно-исследовательским международным университетом в Китае и китайским университетом, признанным на международном уровне своими уникальными особенностями».